# Rescript
Un rescript (din latină rescriptum) este un tip de act administrativ emis de către o autoritate publică în cadrul domeniului său, cu scopul de a răspunde unei întrebări scrise depusă de o persoană, în care se detaliază contextul și condițiile precise ale situației în cauză.

## Istoric
Conceptul și termenul de rescript provin din dreptul roman, acestea fiind răspunsurile acordate de către Împărat cu scopul de a răspunde anumitor întrebări de drept. Era un document de mare importanță, având valoare jurisdicțională, putând fi egalat de alte documente doar în momentul în care acestea erau înoite de Împărați succesivi.